# Edmund Spohr (Architekt)
Edmund Spohr (* 14. März 1943 in Trier) ist ein deutscher Architekt, Stadtplaner, Denkmalpfleger und Buchautor.

## Leben
Edmund Spohr, Sohn des Architekten Heinrich Spohr (1908–1978), wuchs in Düsseldorf auf und studierte ab 1962 Kulturwissenschaften und Architektur an der RWTH Aachen. 1965/66 war er DAAD-Stipendiat an der École nationale supérieure des beaux-arts de Paris. 1967 beendete er sein Studium als Diplom-Ingenieur. Er arbeitet seitdem als freischaffender Architekt in Düsseldorf mit den Schwerpunkten Wohnanlagen, Banken, Altenheime, städtebauliche Analysen, Gutachten und Denkmalpflege. Seit 1972 ist er mit der Stadtforscherin Marjatta Spohr geb. Anttila verheiratet. 1973 promovierte er an der RWTH Aachen zum Dr.-Ing. mit dem Thema: „Die Befestigungsanlagen von Düsseldorf. Bauliche Entwicklung – städtebauliche Konsequenzen“.
Von 1984 bis 2005 war Edmund Spohr beratend als sachverständiger Bürger im Kulturausschuss der Landeshauptstadt als Denkmal- und Stadtbildpfleger tätig. Für sein Buch „Düsseldorf. Stadt und Festung“, wurde er 1978 mit dem Förderpreis der Landeshauptstadt ausgezeichnet. Zahlreiche Publikationen folgten, darunter die Buchreihe „Düsseldorf – eine Stadt zwischen Tradition und Vision“, die Spohr zusammen mit dem Kunsthistoriker Hatto Küffner herausgegeben hat.
Die Entwicklungen zum Erhalt des Ständehauses und Neubau des nordrhein-westfälischen Landtages bis 1981 wurden von Spohr maßgeblich beeinflusst. Seine Idee, das neue Landtagsgebäude am Rheinufer zu platzieren, ermöglichte den Erhalt des Düsseldorfer Ständehauses und des umgebenden Parks und führte zur Entstehung eines Regierungsviertels am Rheinknie. An der städtebaulichen Neuordnung des Alten Hafens an der Dammstraße hatte Spohr entscheidenden Anteil.
Spohrs Stadtbildanalyse von Gerresheim (1979/80) gilt als wesentlicher Meilenstein für die Umstrukturierung und Sanierung des Ortskerns von Gerresheim. Seine Stadtbilduntersuchung von Kaiserswerth diente als Grundlage für den Denkmalpflegeplan Kaiserswerth – dem ersten seiner Art in Nordrhein-Westfalen.
Spohrs publizistisches Wirken und sein Einsatz in unterschiedlichen Gremien dienten besonders der städtebaulichen Entwicklung sowie der Stadtbild- und Denkmalpflege in Düsseldorf. Diese Aktivitäten lieferten auch die Begründung für zahlreiche Ehrungen wie die Verleihung des Bundesverdienstkreuzes 1. Klasse in 2003 und die Auszeichnung mit dem Jan-Wellem-Ring der Stadt Düsseldorf für herausragende Verdienste um Denkmalpflege, Stadtentwicklung und Kultur in Düsseldorf 2006. Er gehört zu den Autoren des von den Stadtarchivaren Clemens von Looz-Corswarem und Benedikt Meurer 2012 herausgegebenen enzyklopädischen Nachschlagewerks Das große Düsseldorf-Lexikon.
Mit der 2003 gegründeten Bürgerstiftung Dus-illuminated® engagiert sich Edmund Spohr für ein Beleuchtungskonzept der Stadt Düsseldorf. Die Stiftung hat seit ihrer Gründung zahlreiche Illuminationen von wichtigen Baudenkmälern und Kirchen initiiert bzw. mitfinanziert.

## Partnerschaften / Mitgliedschaften
- Vorsitzender der AGD (seit 1983)
- Vorsitzender der Stiftung DUS-illuminated[6]
- stellv. Vorsitzender Freundeskreis des Stadtmuseums Düsseldorf e. V.
- Mitglied des Kulturausschusses der Stadt Düsseldorf als Denkmal- und Stadtbildpfleger
- Mitglied der Deutschen Gesellschaft für Festungsforschung e. V. (DGF)

## Hauptwerke
- 1974–1984 städtebauliche Neuordnung Volmerswerther Straße, Düsseldorf
- 1976–1984 Restaurierung Karmelitessenkapelle und Theresienhospital
- 1989 Quartierarchitekt Wohnanlage „Schwietzkegelände“, Düsseldorf
- 1989 Wohnanlage Otto-Beche-Straße, Düsseldorf
- 1990 World EXPO 1990 Osaka, Realisierung Europa-Pavilion mit Louis Sato
- 1996 Photovoltaikhaus, Volmerswerther Deich, Düsseldorf

## Auszeichnungen
- 1973 Borchers-Plakette der RWTH Aachen für seine mit Auszeichnung abgeschlossene Dissertation „Düsseldorf. Stadt und Festung“
- 1978 „Förderpreis für Geisteswissenschaften für das Jahr 1978“ der Stadt Düsseldorf für sein Buch „Düsseldorf. Stadt und Festung“
- 1983 Albert-Steeger-Preis des Landschaftsverbandes Rheinland für Verdienste um den Denkmalschutz
- 1998 Bundesverdienstkreuz am Bande
- 2003 Hans-Maes-Preis für Denkmalpflege[7]
- 2004 Bundesverdienstkreuz 1. Klasse
- 2006 Auszeichnung mit dem Jan-Wellem-Ring der Landeshauptstadt Düsseldorf für herausragende Verdienste um Denkmalpflege, Stadtentwicklung und Kultur in Düsseldorf.
- 2009 Verdienstorden des Landes Nordrhein-Westfalen[8]

## Schriften (Auswahl)
- Düsseldorf. Stadt und Festung. 1978, ISBN 3-590-30241-0
- mit Hans Stöcker und Ernst Meuser: Rettet das Ständehaus – Landtag an den Rhein. 1978
- Stadtbildanalyse Kaiserswerth im Auftrag der Unteren Denkmalbehörde. 1981
- mit Norbert Schloßmacher: Die katholischen Gemeinden des Stadtdekanates Düsseldorf und ihre Kirchbauten. In: Bernard Henrichs (Hrsg.): Düsseldorf. Stadt und Kirche. Schwann, Düsseldorf 1982, ISBN 3-590-30242-9, S. 97–192 (architekturgeschichtliche Abschnitte von Edmund Spohr, geschichtliche und kirchengeschichtliche Abschnitte von Norbert Schloßmacher)
- Zurück an den Rhein. In: Alla Pfeffer: Zeitzeugen. 2001, S. 242ff, ISBN 3-933749-52-2
- Buchreihe: Düsseldorf. Eine Stadt zwischen Tradition und Vision. 2001–2005
  - mit Hatto Küffner: Burg und Schloß Düsseldorf. ISBN 3-933969-05-0
  - mit Hatto Küffner: Facetten einer Stadt. ISBN 3-933969-06-9
  - mit Hatto Küffner: Bauten der Landeshauptstadt. ISBN 3-933969-07-7
  - mit Hatto Küffner: Brücken über den Rhein. ISBN 3-933969-15-8
  - mit Hatto Küffner: Die Bürgergesellschaft. ISBN 3-933969-16-6
  - mit Hatto Küffner: St. Dionysius Volmerswerth, Kirchen und Orgelgeschichte. ISBN 3-933969-36-0
  - mit Hatto Küffner: Düsseldorfer Persönlichkeiten. ISBN 3-933969-19-0
  - mit Hatto Küffner: Düsseldorfer von Welt. ISBN 3-933969-39-5
  - mit Hatto Küffner: Burg, Schloss und Galerie. ISBN 3-933969-05-0
- mit Bernhard Fluck: Düsseldorf. Band 9: Schulreform und Stadtentwicklung. Das Luisengymnasiums. 2007, ISBN 978-3-933969-76-7

## Weitere Quellen
- Jan -Wellem Ring für Dr.Edmund Spohr auf duesseldorf.de
- Jan-Wellem Ring für Dr.Edmund Spohr auf dus-illuminated.de (Memento vom 22. Dezember 2007 im Internet Archive)
- Neue Festungskarte Düsseldorf (PDF-Datei; 61 kB)
- gesammelte Presseartikel der Stiftung DUS-illuminated®
- Dr.Edmund Spohr auf duesseldorf.de
- Freundeskreis des Stadtmuseums Düsseldorf e. V.

| Personendaten    | Personendaten                                    |
| ---------------- | ------------------------------------------------ |
| NAME             | Spohr, Edmund                                    |
| KURZBESCHREIBUNG | deutscher Architekt, Stadtplaner, Denkmalpfleger |
| GEBURTSDATUM     | 14. März 1943                                    |
| GEBURTSORT       | Trier                                            |